# Aleksandrowo (rejon riazański)
Aleksandrowo (ros. Александрово) – wieś (sieło) w Rosji, w obwodzie riazańskim, w rejonie riazańskim. W 2010 liczyła 1121 mieszkańców.
W pobliżu znajduje się przystanek kolejowy Zielenowo, położony na linii Moskwa – Riazań – Samara.